# Апса (Пезаро и Урбино)
Апса је насеље у Италији у округу Пезаро и Урбино, региону Марке.
Према процени из 2011. у насељу је живело 24 становника. Насеље се налази на надморској висини од 254 м.